# Sakuraeolis
Sakuraeolis is een geslacht van weekdieren uit de klasse van de Gastropoda (slakken).

## Soorten
- Sakuraeolis enosimensis (Baba, 1930)
- Sakuraeolis gerberina Hirano, 1999
- Sakuraeolis gujaratica Rudman, 1980
- Sakuraeolis japonica (Baba, 1937)
- Sakuraeolis kirembosa Rudman, 1980
- Sakuraeolis nungunoides Rudman, 1980
- Sakuraeolis sakuracea Hirano, 1999